# La Bachellerie
La Bachellerie (okzitanisch: La Bachalariá) ist eine französische Gemeinde mit 895 Einwohnern (Stand: 1. Januar 2022) im Département Dordogne in Nouvelle-Aquitaine. Sie gehört zum Arrondissement Sarlat-la-Canéda und zum Kanton Le Haut-Périgord noir. Die Einwohner werde Bacheliers und Bachelières genannt.

## Geografie
La Bachellerie liegt etwa 40 Kilometer ostsüdöstlich von Périgueux. Umgeben wird La Bachellerie von den Nachbargemeinden Saint-Rabier im Norden, Peyrignac im Nordosten, Le Lardin-Saint-Lazare im Osten, Les Farges im Osten und Südosten, Aubas im Süden und Südosten, Auriac-du-Périgord im Süden und Westen sowie Azerat im Westen und Nordwesten. 

## Bevölkerungsentwicklung
| Jahr                      | 1962 | 1968 | 1975 | 1982 | 1990 | 1999 | 2006 | 2013 | 2020 |
| ------------------------- | ---- | ---- | ---- | ---- | ---- | ---- | ---- | ---- | ---- |
| Einwohner                 | 770  | 733  | 668  | 711  | 722  | 664  | 819  | 923  | 894  |
| Quelle: Cassini und INSEE |      |      |      |      |      |      |      |      |      |

## Verkehr
La Bachellerie liegt an der Bahnstrecke Coutras–Tulle und wird im Regionalverkehr mit TER-Zügen bedient.

## Sehenswürdigkeiten
- Kirche Saint-Pierre-ès-Liens aus dem 18. Jahrhundert
- Chartreuse Les Fraux aus dem späten 18. Jahrhundert, seit 2010 als Monument historique eingeschrieben
- Schloss Rastignac aus dem 19. Jahrhundert, während der deutschen Besetzung Frankreichs im Zweiten Weltkrieg abgebrannt, nach dem Krieg wieder aufgebaut, in Teilen seit 1946 und 1951 jeweils als Monument historique klassifiziert
- Schloss Le Jarry
- Schloss Valette
- Mühle von Le Jouy

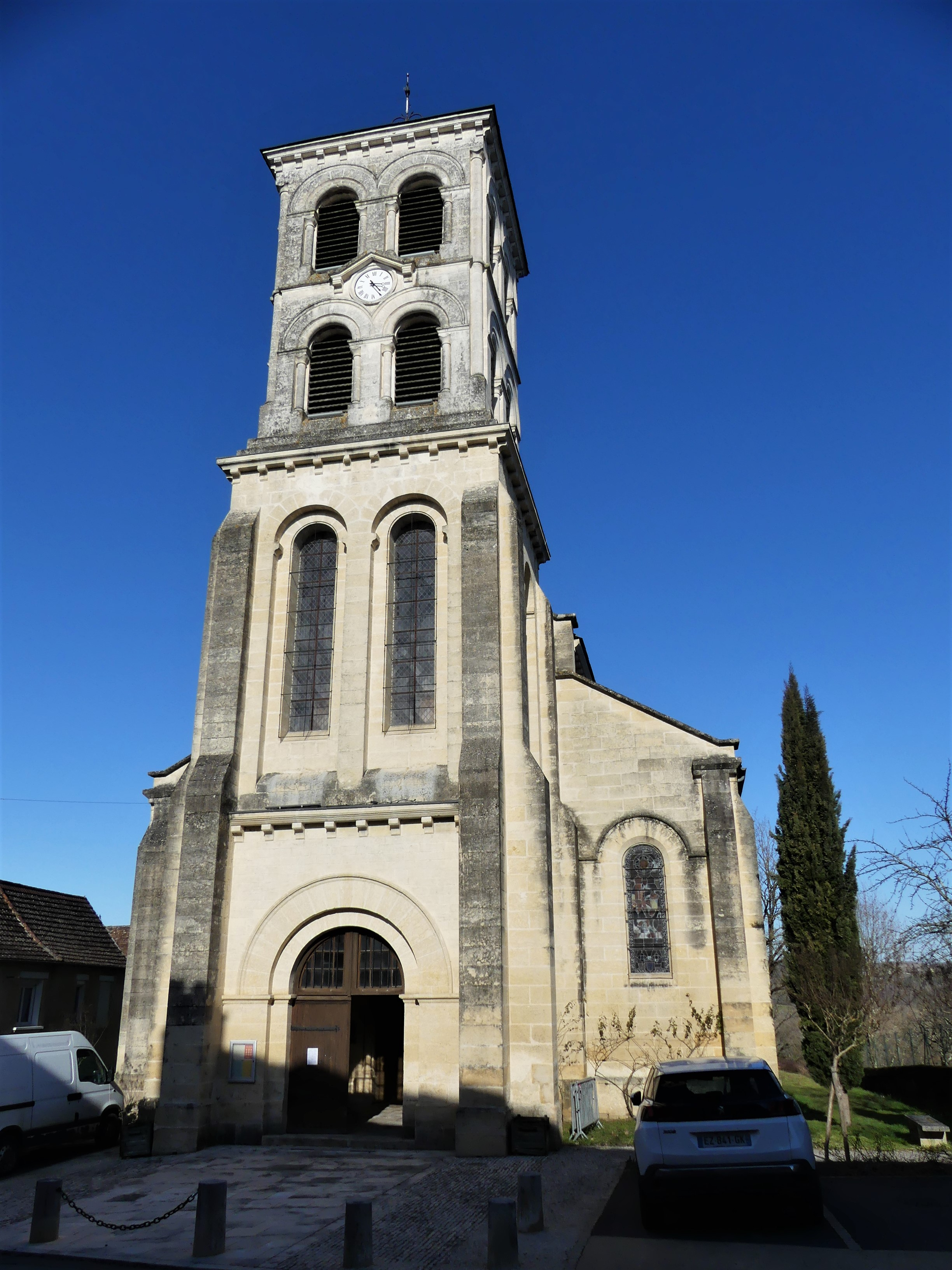
Kirche Saint-Pierre-ès-Liens
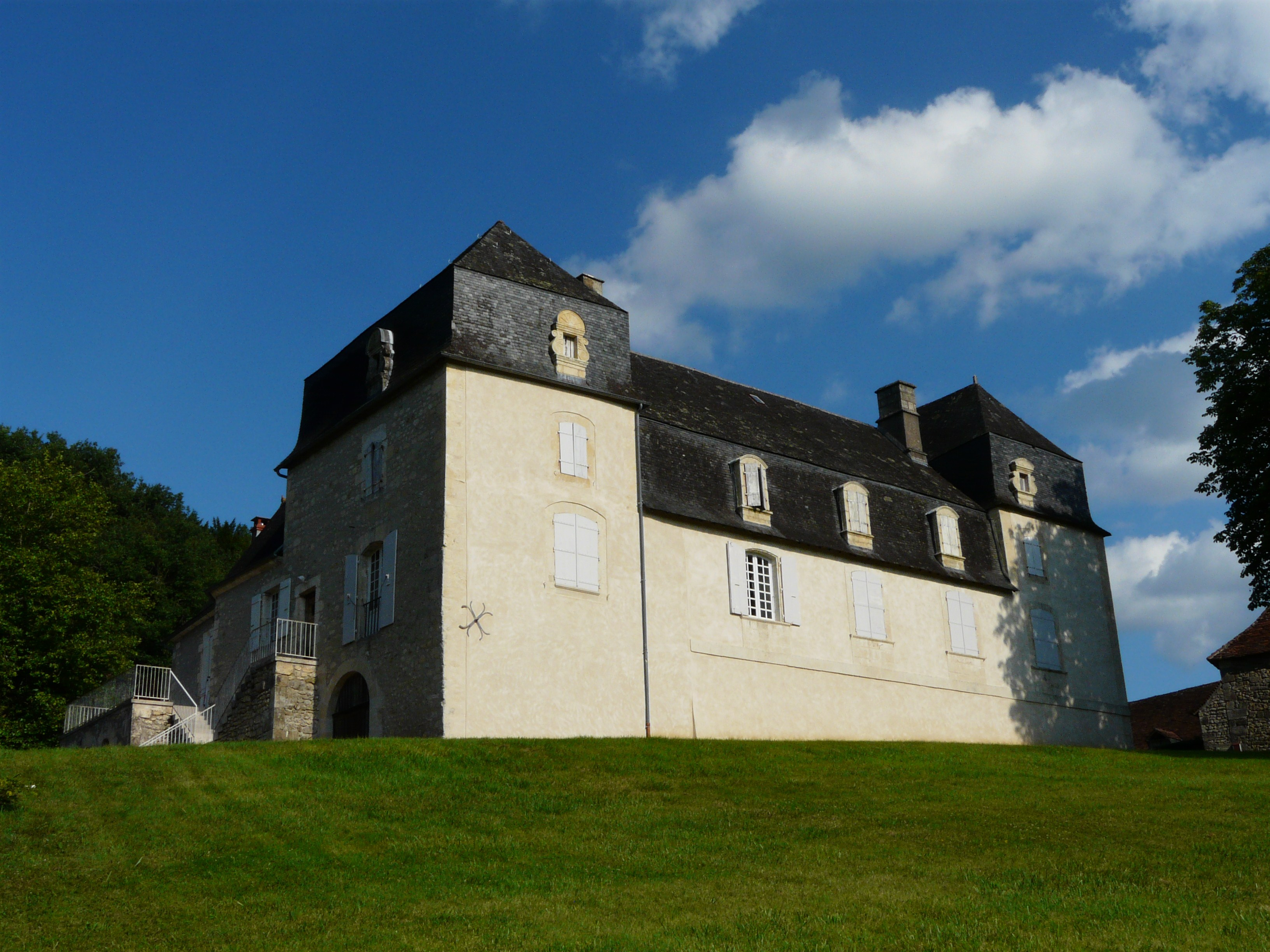
Chartreuse Les Fraux
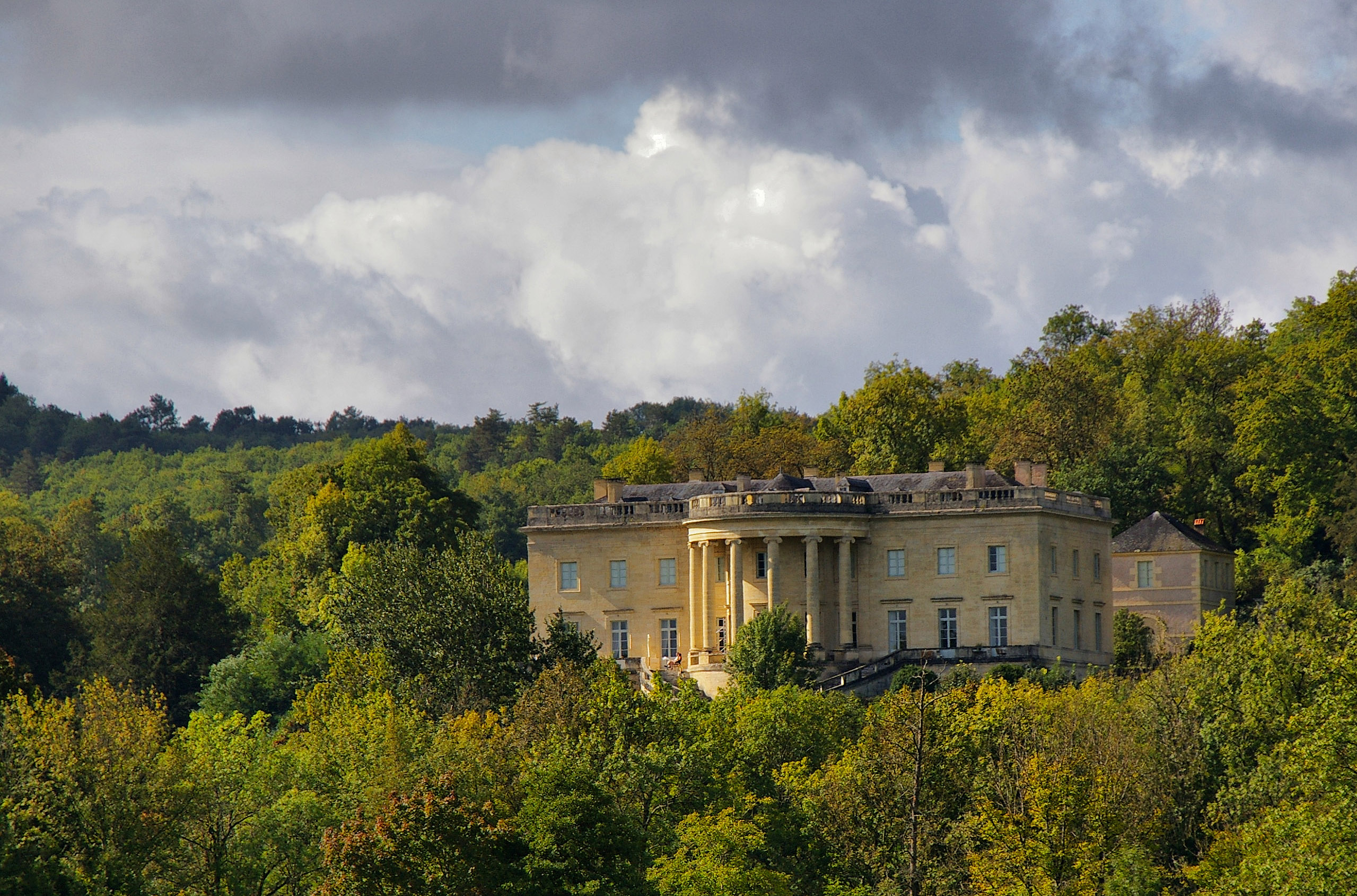
Schloss Rastignac

## Persönlichkeiten
- Guy Lagorce (1937–2023), Leichtathlet und Journalist